# CDGVAL
CDGVAL (Charles De Gaulle Véhicule Automatique Léger en francés, Metro Automático de Charles de Gaulle en español) es una red de trenes lanzadera automáticos situada en el Aeropuerto de París-Charles de Gaulle, a aproximadamente 25 km al norte de París, en Francia. Fue inaugurado en el año 2007, sustituyendo a un complejo sistema de autobuses de la plataforma aeroportuaria.
Posee en total 8 estaciones, de las que 2 están conectadas a las redes de RER y una también a la de TGV.

## Historia
En 1982, con la apertura de la segunda terminal del aeropuerto, la plataforma y sus alrededores se convierten en el escenario de grandes atascos, haciendo que el traslado entre terminales pueda durar hasta 30 minutos. Por ello, la empresa Aéroports de Paris decide implementar una red de transporte en plataforma segregada.
En el año 1992, la empresa decide construir un sistema SK, entonces lo último en transporte, y se pone fecha a su entrada en servicio: el 1 de mayo de 1996. No obstante, la poca fiabilidad del sistema provoca la búsqueda de una solución alternativa. El proyecto se abandona, pues, en 1999, desarrollándose en el año 2000 el actual proyecto de vehículo automático ligero, abreviado VAL, adaptándose la infraestructura existente a este transporte. Las obras comenzaron en 2003, y el 4 de abril de 2007 se inaugura, finalmente, la línea 1. La segunda línea abre ese mismo año, el 27 de junio.

## Red actual
CDGVAL se compone de dos líneas de vía doble operadas por vehículos sin conductor, totalmente automatizados. La primera de las líneas conecta las tres terminales con las estaciones de RER y TGV y los aparcamientos. La segunda, accesible tan solo en el espacio aduanero, conecta la terminal 2E con la terminal satélite 4.

### Recorrido
La línea 1 comienza en el exterior sur de la terminal 1. Allí se encuentra la estación Terminal 1, con un andén central. Atraviesa la terminal 1 entre las carreteras de acceso, pasa bajo el Taxiway A, y gira en dirección este. Aquí se encuentra la estación Parc PR, también llamada, de forma larga, Parc de Stationnement PR. Aquí se encuentran dos andenes laterales, situados entre los aparcamientos del sur y la route des Badauds. Siguiendo en dirección este, atraviesa una sucesión de falsos túneles, cruza por debajo de los Taxiway N y F, se soterra bajo diversos edificios, y llega a la estación Terminal 3-Roissypôle, con un andén lateral y otro central. Siguiendo de forma subterránea, la línea continúa hacia el este, girando hacia el sur cuando sale a la superficie de nuevo. Aquí se encuentra la estación Parc PX, oficialmente Parc de Stationnement PX. Siguiendo hacia el sur, atraviesa varios Taxiway y llega a su término, a estación Terminal 2-Gare.
La línea 2 comienza alrededor de 500 metros al este de la estación Terminal 2-Gare, en la estación Terminal 2E, también indicada como Correspondance-Bagages-Sortie. Es una estación con andén central, pegada a la fachada del edificio. Después de atravesar un viaducto, bajan para pasar por debajo de la terminal satélite S3, donde se encuentra la estación con andén central Satellite S3, también anunciada como Embarquement: Portes L21 à L53. Prosigue la línea en línea recta hasta la estación Satellite S4, indicada asimismo como Embarquement: Portes M21 à M50.

### Estaciones

#### Línea 1
La línea 1, con 3,5 km de recorrido, posee 5 estaciones. Es la línea de referencia del sistema. Sus estaciones se sitúan entre sí a 875 m de media.

Trazado de la línea 1

|  |   |  | Estación              | Conexión   |
|  | - |  | --------------------- | ---------- |
|  | ■ |  | Terminal 1            | Terminal 1 |
|  | ■ |  | Parc PR               | Pr         |
|  | ■ |  | Terminal 3-Roissypôle | Terminal 3 |
|  | ■ |  | Parc PX               | Px         |
|  | ■ |  | Terminal 2-Gare       | Terminal 2 |

#### Línea 2
La línea 2, con 1,3 km de recorrido, tiene 3 estaciones. Es la línea más corta del sistema. Sus estaciones se sitúan entre sí a 600 m de media.

Trazado de la línea 2

|  |   |  | Estación     | Conexión   |
|  | - |  | ------------ | ---------- |
|  | ■ |  | Terminal 2E  | Terminal 2 |
|  | ■ |  | Satellite S3 | Satélite 3 |
|  | ■ |  | Satellite S4 | Satélite 4 |

## Explotación
Para asegurar la explotación de la red lo máximo posible, descartándose la apertura 24h/24, se han establecido una serie de cambios de vía después de cada estación (hay 8 cambios de vía, tantos como estaciones), que permite que haya un tren cada 4 minutos en horas punta y cada 5 minutos durante el resto de la jornada en la línea 1, y un tren cada 2 minutos y medio en horas punta y cada 5 minutos en el resto de horas en la línea 2. Dependiendo de la hora, la frecuencia será mayor o menor:
| 00h40 | 04h00 | 04h00 | 06h30 | 06h30 | 09h45 | 09h45 | 12h00 | 12h00 | 15h00 | 15h00 | 18h00 | 18h00 | 21h00 | 21h00 | 00h40 |
| ----- | ----- | ----- | ----- | ----- | ----- | ----- | ----- | ----- | ----- | ----- | ----- | ----- | ----- | ----- | ----- |
| BUS   | BUS   | 5 min | 5 min | 4 min | 4 min | 5 min | 5 min | 4 min | 4 min | 5 min | 5 min | 4 min | 4 min | 5 min | 5 min |

|              | 00h40  | 04h30 | 04h30 | 05h30 | 05h30  | 07h00  | 07h00 | 08h00 | 08h00  | 09h30  | 09h30 | 11h00 | 11h00  | 13h30  | 13h30 | 15h30 | 15h30 | 17h30 | 17h30 | 21h00 | 21h00        | 00h40 |
| ------------ | ------ | ----- | ----- | ----- | ------ | ------ | ----- | ----- | ------ | ------ | ----- | ----- | ------ | ------ | ----- | ----- | ----- | ----- | ----- | ----- | ------------ | ----- |
| Terminal 2E  | BUS    | BUS   | 5 min | 5 min | 2½ min | 2½ min | 3 min | 3 min | 2½ min | 2½ min | 3 min | 3 min | 2½ min | 2½ min | 3 min | 3 min | 3 min | 3 min | 3 min | 3 min | 5 min        | 5 min |
| Satellite S3 | BUS    | BUS   | 5 min | 5 min | 2½ min | 2½ min | 3 min | 3 min | 2½ min | 2½ min | 3 min | 3 min | 2½ min | 2½ min | 3 min | 3 min | 3 min | 3 min | 3 min | 3 min | 5 min        | 5 min |
| 30 min       | 30 min | BUS   | 5 min | 5 min | 2½ min | 2½ min | 3 min | 3 min | 2½ min | 2½ min | 3 min | 3 min | 2½ min | 2½ min | 3 min | 3 min | -     | -     | -     | -     |              |       |
| 30 min       | 30 min | BUS   | 5 min | 5 min | 2½ min | 2½ min | 3 min | 3 min | 2½ min | 2½ min | 3 min | 3 min | 2½ min | 2½ min | 3 min | 3 min | -     | -     | -     | -     | Satellite S4 |       |

### Material
El tipo de trenes empleados es VAL 208, idénticos a los utilizados en el Metro de Toulouse o en el Metro de Turín, aunque con menos asientos, debido a la brevedad de los trayectos y la necesidad de espacio para las maletas. Hay 18 trenes, 7 destinados a la línea 1 y 11 a la 2. En ambas líneas se emplean 5 trenes de servicio continuo (tan solo en horas puntas el quinto vagón de la línea 2). El resto de los trenes están de reserva. Cada tren puede transportar hasta 120 pasajeros, teniendo una capacidad teórica de 2000 pasajeros por hora y sentido.

## Futuro
Se prevén varias extensiones de ambas líneas de cara al largo plazo:

### Línea 1
Se prevé una extensión de la línea hacia la estación Terminal 2E, donde tendría conexión con la línea 2. Además, se podría ampliar también hasta la terminal 2G, en un tramo paralelo a la línea 2.

### Línea 2
Se prevé una extensión hacia la terminal 2G.

### Plan 2037
El plan de desarrollo del aeropuerto contiene un desarrollo importante del sistema de transporte interno hasta el año 2037. Con la llegada de la línea   de metro al aeropuerto y la construcción de la terminal 4, se ampliarían ambas líneas hacia la terminal 4, ampliando además la línea 2 hasta la terminal 1, y se reforzaría el sistema en la terminal 2, dando servicio con ambas líneas a las terminales 2A, 2B, 2C, 2D y 2G, además de las terminales 2E y 2F, actualmente con servicio. Se crearía por lo tanto una red con dos líneas casi paralelas, que recorren ambas de punta a punta el aeropuerto, permitiendo a los viajeros que ya están dentro del espacio aduanero aeroportuario desplazarse libremente por todas las terminales y, de igual modo, a los que estén en territorio francés, poder elegir la terminal que deseen para entrar en el espacio aeroportuario.